# Chupri
Alberto Sánchez Martínez, conocido futbolísticamente como Chupri (Herrera de Pisuerga, España, 8 de octubre de 1980) es un exfutbolista español. Jugaba en la posición de defensa y su último equipo fue el CD Palencia.

## Trayectoria
Se formó en las categorías inferiores del Salamanca y jugó en el primer equipo hasta 2003, cuando se marchó al Real Unión cedido un año. La temporada 2004/05 estuvo en el UD Salamanca y de allí pasó a la SD Ponferradina. Tras su paso por el equipo blanquiazul jugó un año en el Mérida UD y luego fichó por el Lorca Deportiva CF.
En la temporada 2009/10 vuelve a su tierra al incorporarse al CF Palencia. Después de la desaparición de este equipo y tras un año sin jugar, se incorpora al Club Deportivo Palencia Balompié en división Regional consiguiendo el ascenso a Tercera División. Tras un año marcado por las lesiones y viendo que el siguiente podría ser igual, se retira del fútbol en activo el 29 de julio de 2015.

## Vida personal
Alberto Sánchez está casado y tiene dos hijos y una hija.

## Clubes
| Club                | País   | Año       |
| ------------------- | ------ | --------- |
| UD Salamanca B      | España | 2000-2001 |
| UD Salamanca        | España | 2001-2003 |
| Real Unión (Cedido) | España | 2003-2004 |
| UD Salamanca        | España | 2004-2005 |
| SD Ponferradina     | España | 2005-2007 |
| Mérida UD           | España | 2007-2008 |
| Lorca Deportiva CF  | España | 2008-2009 |
| CF Palencia         | España | 2009-2011 |
| CD Palencia         | España | 2013-2015 |